# Arabský pohár v malém fotbale 2024
Arabský pohár v malém fotbale 2024 byl 1. ročníkem Arabského poháru v malém fotbale, který se konal v egyptském hlavním městě Káhira v období od 24. do 28. února 2024. Turnaj se měl původně uskutečnit již v roce 2020 za účasti Egypta, Alžírska, Somálska, Libanonu, Džibutska, Iráku, Saúdské Arábie a Tuniska ale kvůli pandemii covidu-19, se nekonal. Turnaje se účastnilo celkem 5 týmů, které hrály v jedné skupině systémem každý s každým. Egypt skončil kvůli lepšímu skóre na prvním místě a poprvé tak vyhrál Arabský pohár v malém fotbale.

## Stadion
Turnaj se hrál na jednom stadionu v jednom hostitelském městě: Aero Sport Club, Káhira.
| Káhira          |
| --------------- |
| Aero Sport Club |
| Káhira          |

## Zápasy
| Vysvětlivky                     |
| ------------------------------- |
| Vítěz zápasu je tučně zvýrazněn |

Všechny časy zápasů jsou uvedeny v lokálním čase.

### Tabulka
| Tým      | Z | V | R | P | VG | IG | +/− | B  |
| -------- | - | - | - | - | -- | -- | --- | -- |
| Egypt    | 4 | 3 | 1 | 0 | 18 | 2  | +16 | 10 |
| Libye    | 4 | 3 | 1 | 0 | 7  | 2  | +5  | 10 |
| Tunisko  | 4 | 1 | 1 | 2 | 4  | 3  | +1  | 4  |
| Libanon  | 4 | 1 | 1 | 2 | 6  | 8  | −2  | 4  |
| Somálsko | 4 | 0 | 0 | 4 | 2  | 22 | −20 | 0  |

| 24. února 2024 19:00                                 |        | |                         |
| Somálsko                                             | 2 : 14 | Egypt | Aero Sport Club, Káhira |
| Abdul Shakur Ahmed 34' Mohamed Jibril Abdirahman 41' |        | Mahmoud Elshenawy 3' Magdi Kamel Abel Mohamed 5', 7' Ehab Taha Abdelraoof Ibrahem 10' Zakaria Ahmed 14', 21', 22', 50' Tarek Bahi 24' Ahmed Bakhit 27', 36' Ahmed Jaber Ibrahim 30' Gamal Mabrouk 41' Mahmoud Gamal Farouk 45' | Aero Sport Club, Káhira |

| 24. února 2024 20:30 |       |                           |                         |
| Tunisko              | 0 : 1 | Libye                     | Aero Sport Club, Káhira |
|                      |       | Ayoub Mohamed Khalifa 18' | Aero Sport Club, Káhira |

| 25. února 2024 16:00 |       |         |                         |
| Libye                | 4 : 2 | Libanon | Aero Sport Club, Káhira |
|                      |       |         | Aero Sport Club, Káhira |

| 25. února 2024 17:30         |       |         |                         |
| Egypt                        | 1 : 0 | Tunisko | Aero Sport Club, Káhira |
| Magdi Kamel Abel Mohamed 50' |       |         | Aero Sport Club, Káhira |

| 26. února 2024 16:00 |       |       |                         |
| Somálsko             | 0 : 2 | Libye | Aero Sport Club, Káhira |
|                      |       |       | Aero Sport Club, Káhira |

| 26. února 2024 17:30        |       |                      |                         |
| Libanon                     | 1 : 1 | Tunisko              | Aero Sport Club, Káhira |
| Hassan Mahmoud Al-Mallah ?' |       | Iskandar Mohamed 13' | Aero Sport Club, Káhira |

| 27. února 2024 16:00 |       |          |                         |
| Libanon              | 3 : 0 | Somálsko | Aero Sport Club, Káhira |
|                      |       |          | Aero Sport Club, Káhira |

| 27. února 2024 17:30 |       |       |                         |
| Libye                | 0 : 0 | Egypt | Aero Sport Club, Káhira |
|                      |       |       | Aero Sport Club, Káhira |

| 28. února 2024 16:00                                         |       |         |                         |
| Egypt                                                        | 3 : 0 | Libanon | Aero Sport Club, Káhira |
| Ali Ghazal 3' Magdi Kamel Abel Mohamed 15' Zakaria Ahmed 35' |       |         | Aero Sport Club, Káhira |

| 28. února 2024 17:30 |       |         |                         |
| Somálsko             | 0 : 3 | Tunisko | Aero Sport Club, Káhira |
|                      |       |         | Aero Sport Club, Káhira |